# لیدیا ۳۳۲۲
سیارک ۳۳۲۲ (به انگلیسی: 3322 Lidiya، نامگذاری:1975XY1) سه هزار و سیصد و بیست و دومین سیارک کشف شده‌است که در ۱ دسامبر ۱۹۷۵ کشف شد.
قدر مطلق سیارک برابر ۱۲٫۴۰ است.